# Лакки-Марват
Лакки-Марват (англ. Lakki Marwat) — город в пакистанской провинции Хайбер-Пахтунхва, столица одноимённого округа. Население — 31 499 чел. (на 2010 год).

## История
1 января 2010 года в городе прогремел взрыв на стадионе. В результате теракта погибло 95 человек.
6 сентября 2010 года террорист-смертник на заминированном автомобиле врезался в полицейский пост в Лакки-Марвате. В результате взрыва погибли 14 человек, ещё 34 получили ранения.

## Население
По результатам переписи 1998 года в городе проживало 30 186 человек.